# Pedro María de Alcántara Salvadores
Pedro María de Alcántara Salvadores (Buenos Aires, Virreinato del Río de la Plata 19 de octubre de 1802 - Santos Lugares, Buenos Aires, Argentina 31 de agosto de 1840) fue un militar, periodista y funcionario argentino del siglo XIX. Tanto él como su familia militaron en el Partido Unitario. Es el personaje a quién Jorge Luis Borges escribió en el relato "Pedro Salvadores".

## Biografía
Pedro María de Alcántara Salvadores nació en Buenos Aires el 19 de octubre de 1802, hijo de Manuel Salvadores, natural de Málaga, España, de profesión médico, y de María Antonia Valle, hermana de Ana María Valle, madre de Mariano Moreno.
Fue bautizado al siguiente día en la parroquia de Monserrat por el Dr. Melchor Fernández, su padrino fue el Dr. Manuel Moreno y la misma Ana María Valle.
Tuvo numerosos hermanos, todos comprometidos con la causa patriota, entre ellos los funcionarios Bonifacio José María Salvadores y José María Salvadores, el coronel Ángel Salvadores, el teniente Desiderio Salvadores, el teniente coronel Gregorio Salvadores, el capitán Juan José Salvadores, el sargento mayor Lucio Salvadores, el médico Manuel Antonio Salvadores y el militar Toribio Salvadores.

## Carrera militar

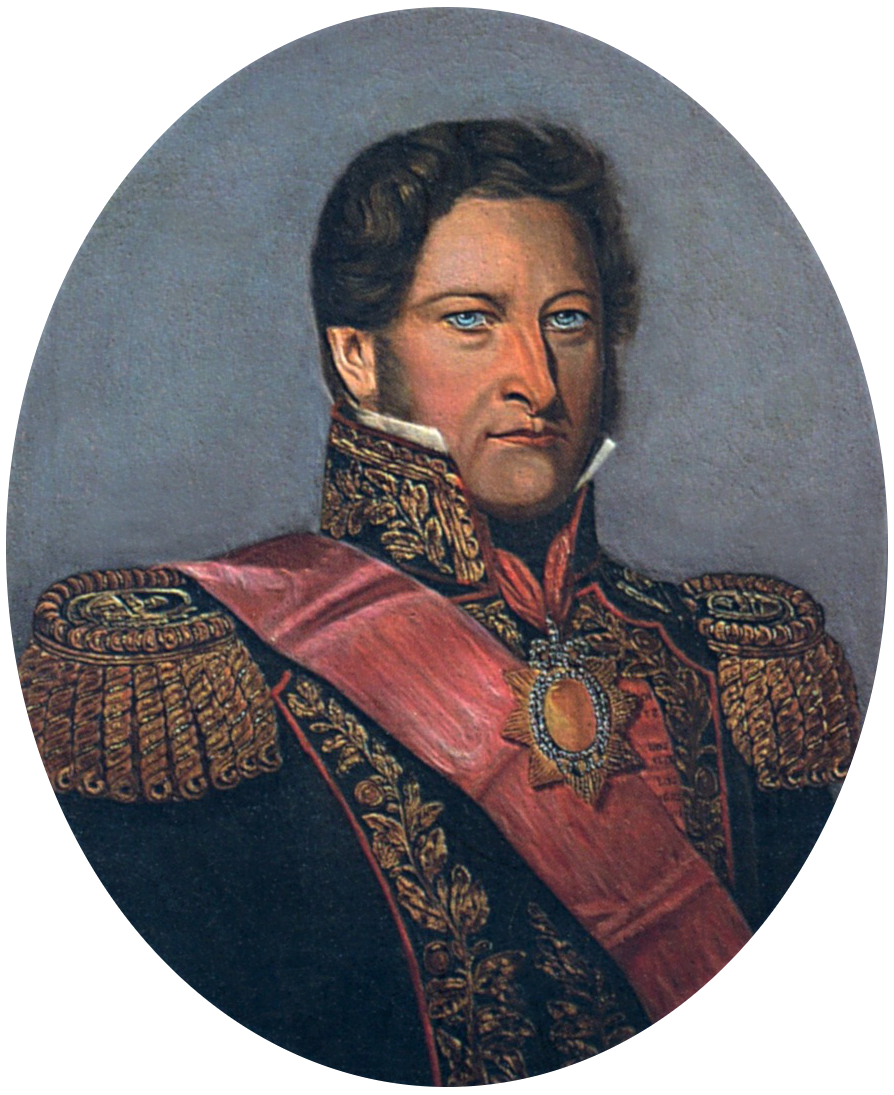
Juan Manuel de Rosas.

El 22 de noviembre de 1824 solicitó el ingreso al cuerpo en formación de Coraceros a Caballo, pero el 7 de diciembre fue incorporado como portaestandarte al 2.º escuadrón del regimiento de Blandengues.
En 1829, regresó a su ciudad natal y fue designado 2.º oficial del Ministerio de Gobierno, pasó luego a desempeñarse como oficial mayor de la Secretaría de Hacienda.
En 1833, apoyó a Juan Ramón Balcarce, lo que le costaría la vida.
En 1840, cuando se dirigía en compañía de Pedro Paso (o Pazos) a sus respectivas estancias para efectuar reparaciones, ambos fueron apresados por una partida en Palermo por ser opositor a Juan Manuel de Rosas y suponer que buscaban huir. Fueron conducidos a Santos Lugares y después de estar estaqueados por tres días fueron mantenidos en prisión hasta su fusilamiento el 31 de agosto de ese año.
Sus propiedades fueron confiscadas por lo que su viuda, María Reyes Castro, quedó en la miseria.

## Periodismo
En 1828, redactó en Santa Fe con Vicente Anastasio Echevarría el periódico El Satélite.

## Literatura
Un relato con su nombre, fue escrito por Jorge Luis Borges en Elogio de la sombra.